# Стоунволлский хорал
Стоунволлский хорал (англ. The Stonewall Chorale) — первый хор геев и лесбиянок в США. Основан в Нью-Йорке в 1977 году. Состоит из четырёх частей смешанного хора с шестьюдесятью участниками. Ежегодно выступает с тремя подписными концертами в разных местах Нью-Йорка. Репертуар варьируется от великих классических произведений до современных произведений таких композиторов, как Рикки Йэн Гордон, Эрик Уайтэкр, Крис Деблазио, Яакко Мянтъярви и Мередит Монк.

## Деятельность
Хор регулярно выступает на общественных мероприятиях, таких, как Ежегодный бал в Центре лесбиянок, геев, бисексуалов и трансгендеров, празднование Всемирного дня борьбы со СПИДом, дня памяти Хрустальной ночи, на праздничных концертах и маршах достоинства. Также выступает с различными группами, которые проводят развлекательные мероприятия во всех больницах столичной области Нью-Йорка.
Членами Консультативного совета хора являются Джеральд Бэсби, Бет Клэйтон, Джон Корильяно, Мередит Монк, Марни Никсон, Кирк Нурок, Патриция Расетт, Нед Рорем, Джерри Рубино, Лиз Смит и Эрик Уайтэкр. Художественный руководитель хора — Синтия Пауэлл.

## История
Основан в декабре 1977 года под названием «Готэмский мужской хор» хормейстером Дональдом Роком. В 1979 году в состав хора вошли женщины, и название коллектива было изменено на «Стоунволлский хорал». Хор стал первым в США сводным хором лесбиянок и геев. Его основание послужило толчком для сплочённости представителей ЛГБТ сообщества в Нью-Йорке.
В сентябре 1983 года в Линкольн-центре хор открыл первый Фестиваль хоров лесбиянок и геев под названием «Выходи! И пой вместе», также известный под аббревиатурой COAST. Организацией и проведением фестиваля занималась Ассоциация хоров лесбиянок и геев, которая в настоящее время является международной организацией с более чем полтораста хоровыми коллективами-участниками.
В 1985 году Стоунволлский хорал приобрёл официальный статус художественного коллектива и получил освобождение от налогов. В 1986 году коллектив возглавил хормейстер Уильям Пфлагрейдт. В 1988 году его усилиями состоялась премьера кантаты композитора Луи Вейнгардена «Вечерняя литургия утешения», посвящённая жертвам СПИДа.
В 1991 году хор возглавила Нэнси Ванг. В декабре 1991 года бывший руководитель коллектива Билл Пфлагрейдт умер от СПИДа. Хор выступил на посвящённой ему поминальной службе в январе 1992 года. В 1995 году коллектив выступил в Карнеги-холл на концерте, организованном хором гомосексуалов Нью-Йорка.
В 1996 году хор получил премию в размере пяти тысяч долларов США от Проекта мира деятелей искусства Линкольн-центра. Эта премия ежегодно присуждается девяти общественным организациям исполнительских искусств на основании их музыкального качества, творческой программы и высокого профессионализма. На эти деньги был организован концерт в Элис-Талли-холл 22 февраля 1997 года, во время которого прозвучала музыка композитора Нади Буланже. Премию в размере двух тысяч долларов хор получил от Фонда Флоренс Гулд, целью которого является продвижение французской культуры в США.
В 2002 году хор возглавила Синтия Пауэлл. Под её руководством в репертуар коллектива вошли основные произведения Генделя, Моцарта, Орфа, Вивальди, Форэ, Вогана Уильямса, Пуленка, Стравинского и Бриттена. Стоунволлский хорал участвовал в премьерных постановках «Любовных записок» Джеральда Басби, «Книги дней» Мередит Монк, исполнил «Вариации на тему Вознесения монаха» в Музее Гуггенхайма и «Песни вознесения» в Бруклинской академии музыки. В январе 2012 года коллектив выступил в Карнеги-холл на благотворительном концерте Американского онкологического общества вместе со специальными гостями — Джули Эндрюс и Дональдом Трампом.
В 2010 году в журнале GO появилась статья «Женщины у руля» о художественном руководителе коллектива. В 2012 году Фонд творческих коллективов Совета культуры Нижнего Манхэттена выделил грант для Стоунволлского хорала.